# Шевченко, Игорь Вадимович
И́горь Вади́мович Шевче́нко (2 февраля 1985, Куйбышев, СССР) — российский футболист, нападающий.

## Карьера
Окончил Самарский железнодорожный институт.
Первый тренер — Вадим Леонидович Марковников. Воспитанник футбольного клуба «Крылья Советов» из города Самара, в 2002 году дебютировал в основном составе команды. Вторые половины сезонов 2004 и 2006 годов Шевченко выступал на правах аренды за воронежский «Факел» и махачкалинский «Анжи» соответственно.
В сезоне 2007 продолжил играть за «Крылья Советов», провёл 14 игр, забил единственный гол в матче первого тура в ворота ФК «Химки».
В начале 2008 года Шевченко, действие контракта которого с «Крыльями» истекло в конце 2007 года, прошёл с командой три предсезонных сбора, однако на последний сбор игрок не поехал, и 1 марта было сообщено о том, что две стороны не смогли договориться об условиях нового контрактного соглашения — Шевченко продолжит карьеру в другом клубе.

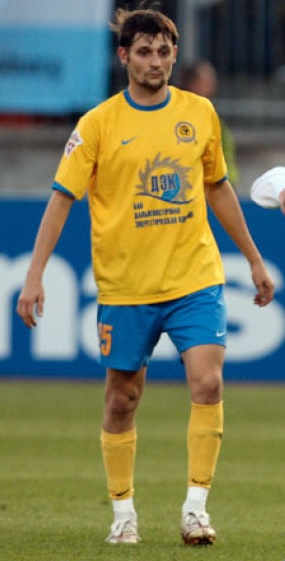
Шевченко в составе «Луча-Энергии»

На сезон 2008 года Шевченко был заявлен в составе клуба «Луч-Энергия» из Владивостока. Забив 5 мячей в сезоне, разделил звание лучшего бомбардира клуба. 27 июля на 87-й минуте матча против московского «Спартака» встал на ворота вместо удалённого голкипера Марека Чеха, так как все замены были к тому времени уже произведены и пропустил мяч с пенальти.
До августа 2009 года выступал в составе «Терека», провёл 8 матчей в чемпионате и 1 в Кубке, после чего 16 августа было сообщено, что по обоюдному согласию Игорь расторг контракт с «Тереком», а уже 17 августа был отзаявлен.
28 августа 2009 года был дозаявлен в состав «Кубани», в качестве игрового номера выбрал 28-й. Дебютировал за новый клуб 29 августа, выйдя на замену во втором тайме выездного матча против московского «Локомотива». Всего в том сезоне провёл за «Кубань» 10 матчей в чемпионате, в которых забил 1 гол с пенальти, примечательно, что забил Игорь в ворота своей бывшей команды — грозненского «Терека», и его гол стал победным в матче. Кроме того, провёл 1 игру за молодёжный состав клуба.
25 декабря 2009 года появилась информация, что Шевченко, у которого истёк контракт с «Тереком», интересуется новосибирская «Сибирь», а 30 декабря было сообщено, что игрок достиг договорённости о подписании с клубом контракта, который в итоге был официально заключён 9 января 2010 года, срок соглашения был рассчитан на 2 года. В конце 2010 года был выставлен «Сибирью» на трансфер. В связи с этим отправился сперва в годичную аренду в «Жемчужину-Сочи», а затем — в «Енисей». Летом 2013 года перешёл в московское «Торпедо» и помог клубу выйти в Премьер-лигу. В сезоне 2014/15 не смог отличиться в 14 играх в РФПЛ за «Торпедо». Контракт с ним был расторгнут, и игрок стал футболистом «Уфы». В сезоне 2014/15 провёл за «Уфу» 11 матчей и забил 1 гол. Позже расторг трудовое соглашение с клубом и подписал контракт с тульским «Арсеналом». С августа 2018 года — игрок ФК «Сызрань-2003».

## Достижения
- Финалист Кубка России: 2009/10
- Серебряный призёр Первенства ФНЛ: 2015/16
- Бронзовый призёр Первенства ФНЛ: 2013/14
- Победитель зоны «Центр» Второго дивизиона: 2004
- Бронзовый призер зоны «Урал-Поволжье» Второго дивизиона: 2018/19